# Krystana Janewa

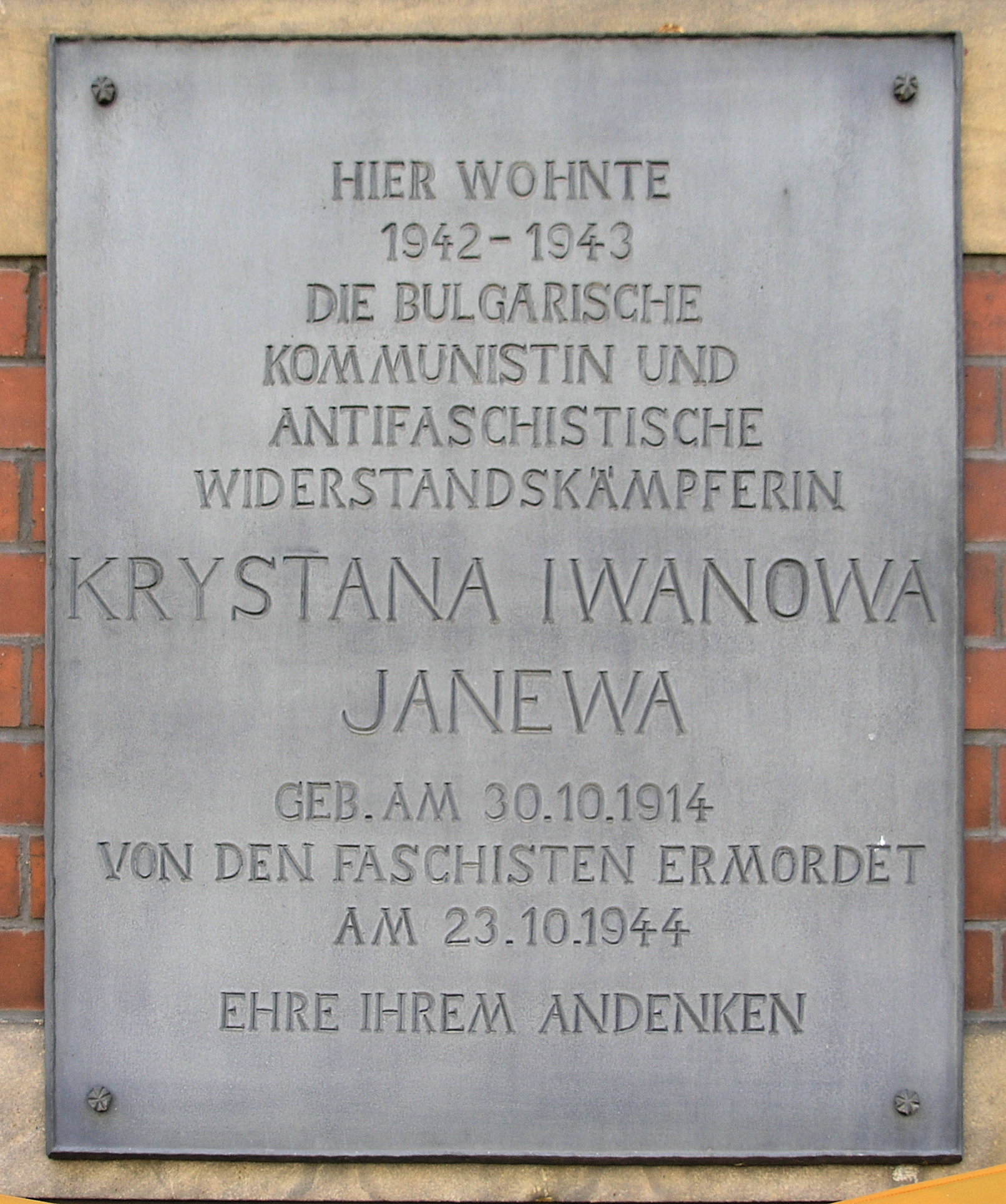
Gedenktafel in der Albrechtstr. 14 in Berlin-Mitte

Krystana (Tanka) Iwanowa Janewa (auch Krastana Iwanowa Janewa; bulgarisch Кръстана Иванова Янева) (* 30. Oktober 1914 bei Dramain, Ostmakedonien, Griechenland; † 23. Oktober 1944 in Halle (Saale), Preußen, Deutsches Reich) war eine bulgarische Widerstandskämpferin gegen den Nationalsozialismus.

## Leben
Bereits als Kind verlor Janewa ihre Eltern. Sie wuchs bei einer Tante in Sofia auf und besuchte dort ein Gymnasium. Nach dem Abitur studierte sie an der Universität Sofia Pädagogik und wurde Mitglied der Bulgarischen Kommunistischen Partei. Nach dem Examen arbeitete sie als Lehrerin.
Nach dem Einmarsch deutscher Truppen in das verbündete Bulgarien 1941 (siehe Geschichte Bulgariens) schloss sie sich einer Partisanengruppe an und sie wurde vom sowjetischen Geheimdienst für besondere Einsätze angeworben. Da sie bereits während des Studiums begonnen hatte, Deutsch zu lernen, wurde sie im November 1942 zum Studium an die Berliner Universität geschickt, wo sie Kontakte zu den Widerstandsgruppen um Harro Schulze-Boysen, Arvid Harnack und Bernhard Bästlein aufnehmen sollte.
Am 27. April 1944 wurde sie verhaftet und im Untersuchungsgefängnis Moabit inhaftiert. Nach 15 Monaten kam sie ins Frauengefängnis Barnimstraße. Am 22. Juni 1943 wurde sie vom Reichskriegsgericht zum Tod verurteilt. Danach wurde sie ins Zuchthaus Halle/Saale verlegt, wo sie am 23. Oktober 1944 enthauptet wurde.
Janewa wohnte von 1942 bis 1943 in der Albrechtstraße 14 in Berlin-Mitte, wo eine Gedenktafel an sie erinnert.